# Franklin Park (Illinois)
Franklin Park es una villa ubicada en el condado de Cook, Illinois, Estados Unidos. Según el censo de 2020, tiene una población de 18 467 habitantes.
Es parte del área metropolitana de Chicago.
Está ubicada a unos 30 kilómetros del centro de la ciudad y a unos 7 kilómetros del Aeropuerto Internacional de Chicago-O'Hare. 

## Geografía
La localidad está ubicada en las coordenadas 41°56′10″N 87°52′45″O / 41.93611, -87.87917. Según la Oficina del Censo de los Estados Unidos, Franklin Park tiene una superficie total de 12.36 km², correspondientes en su totalidad a tierra firme.

## Demografía
Según el censo de 2020, hay 18 467 personas residiendo en Franklin Park. La densidad de población es de 1494.09 hab./km². El 48.15 % son blancos, el 1.68 % son afroamericanos, el 2.04 % son amerindios, el 3.95 % son asiáticos, el 0.03% son isleños del Pacífico, el 26.00 % son de otras razas y el 18.15 % son de una mezcla de razas. Del total de la población, el 52.16 % son hispanos o latinos de cualquier raza.

## Educación
Distritos escolares de las escuelas primarias y secundarias:
- Distrito Escolar 84 de Franklin Park
  - Hester Junior High School
  - North Elementary School
  - Passow Elementary School
  - Pietrini Elementary School
  - East Early Childhood Center
- Distrito Escolar 83 de Mannheim
  - Tiene una escuela para estudiantes discapacitados, Enger School, en Melrose Park
- Distrito Escolar 81 de Schiller Park

Distritos escolares de las escuelas preparatorias:
- Leyden High School District 212
  - East Leyden High School

Escuelas privadas cercanas, en River Grove:
- St. Cyprian Catholic Elementary School
- Guerin College Preparatory High School

Triton College es el colegio comunitario en el área.